# Freddie Slack
Freddie Slack (* 7. August 1910 in Westby bei La Crosse (Wisconsin) als Frederick Charles Slack; † 10. August 1965 in Los Angeles) war ein US-amerikanischer Pianist, Komponist und Bigband-Leader im Bereich des Swing und des Boogie Woogie.

## Leben und Wirken
Freddie Slack war zunächst Schlagzeuger und kam 1927 nach Chicago, wo er bald zum Piano wechselte; in dieser Zeit spielte er in Johnny Tobins Orchester. 1931 ging er nach Los Angeles, wo er in den Bands von Henry Halstead, Earl Burtnett, Archie Rosate und Lennie Hayton spielte. Von 1934 bis 1936 war er bei Ben Pollack, dann ging er zu Jimmy Dorsey, wo auch der Schlagzeuger Ray McKinley spielte, den er aus seiner Anfangszeit kannte. 1939 war er Gründungsmitglied des Will Bradley Orchestra mit Ray McKinley. Slack hatte den Spitznamen Daddy Slack und spielte das Piano-Solo in einer von Bradleys bekanntesten Aufnahmen Beat me Daddy, Eight to the Bar, der einer der frühen Boogie-Woogie-Hits und ein Tribut an den legendären Pianisten Peck Kelley war.
1942 löste sich nach dem Weggang McKinleys die Bradley-Band infolge des Kriegseintritts auf und Slack stellte eine eigene Band zusammen; Erkennungsmelodie war das gemeinsam mit McKinley komponierte Strange Cargo. Der große Durchbruch gelang jedoch erst 1942, als die siebzehnjährige Ella Mae Morse als Bandsängerin hinzukam. In diesem Jahr entstanden auch erste Plattenaufnahmen für das von Johnny Mercer neu gegründete Label Capitol, so im Mai 1942 sein Cow Cow Boogie mit Ella Mae Morse, der bald ein Nummer-eins-Hit in den USA wurde. Die Single war ein enormer Verkaufserfolg für Capitol und brachte ihm die erste goldene Schallplatte ein. Ein weiterer Hit für Slacks Band war Mr. Five by Five; der Titel gelangte auf #1 in der neuen Harlem Hit Parade (dem Vorläufer der R&B-Charts). Es entstanden noch bis 1947 weitere Aufnahmen für Capitol.
Zu den Arrangeuren der Slack-Band gehörte Les Baxter, der auch Tenorsaxophon in der Band spielte, sowie Phil Moore, der auch eine ambitionierte Komposition für die Slack-Band schrieb, die Fugue for Barroom Piano (and Symphony Orchestra), die zwar in Los Angeles aufgeführt, aber nie aufgenommen wurde. In Slacks Band spielten zeitweise Charlie Byrd, Floyd O’Brien, Howard Rumsey, Cliffie Stone, Buzz Gardner und Herbie Steward; von 1942 bis 1944 war auch T-Bone Walker Mitglied von Slacks Band; dieser wirkte auch an Walkers ersten Aufnahmen unter eigenem Namen mit (I Got a Break Baby / Mean ld World). Auch Jimmy Knepper, Dick Meldonian und Cliffie Stone gehörten kurz der Slack-Band an. 1944 trat Slack in dem Musicalfilm Follow the Boys auf.
In dieser Zeit wirkte Freddie Slacks Band auch an einigen Hollywood-Filmen, B-Movies von Universal und Republic mit, wie Reveille with Beverly, Hat Check Honey 1943, Seven Days Ashore, Take it Big, Babes On Swing Street 1944 und High School Hero im Jahr 1946. 1943 war die Band in The Sky’s the Limit zu sehen, mit Fred Astaire und Joan Leslie in den Hauptrollen.
Ende der 1940er Jahre geriet Freddie Slack mehr in Vergessenheit und musste Anfang der 1950er Jahre die Band aufgeben. Er arbeitete vorwiegend als Arrangeur und trat weiter bis in die 1960er Jahre in Clubs von Los Angeles auf; noch gelegentlich leitete er kleinere Ensembles, so bei einer Aufnahmesession für EmArCy im Jahr 1955, bei der das Album Boogie Woogie on the 88 mit einer Bläser-Section u. a. aus Shorty Sherock und Herbie Harper entstand; die Arrangements stammten von Benny Carter. Slack wirkte außerdem an Aufnahmen u. a. von Big Joe Turner, Johnny Mercer, Margaret Whiting (That Old Black Magic) und Lisa Morrow mit.
Freddie Slack komponierte ungefähr 20 bis 30 Titel; sein wohl größter Erfolg war The House of Blue Lights, den er mit Don Raye schrieb. Der Song wurde später von zahlreichen Künstlern interpretiert, u. a. von den Andrew Sisters, Commander Cody, Asleep at the Wheel, Meat Puppets, Chuck Berry und George Thorogood.
In der Originalversion des Don Raye-Songs Down the Road a Piece, der erstmals 1940 vom Will Bradley Orchestra eingespielt wurde, ist Slack im Songtext erwähnt:

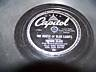
Freddie Slacks 78er House of Blue Lights

If you like to boogie woogie, I know the place.

It's just an old piano and a knocked out bass.

The drummer man's a guy they call Eight Beat Mack.

And you remember Doc and old "Beat Me Daddy" Slack.
Eight Beat Mack bezog sich auf Ray McKinley, und Doc auf den Band-Bassisten Doc Goldberg.

## Diskographische Hinweise
- Mr. Freddie’s Boogie (High Note)